# Carlo Simoni
Carlo Simoni (Fano, 24 ottobre 1943) è un attore italiano.

## Biografia
Carlo Simoni nasce a Fano, studia a Bologna all’Istituto Statale d’Arte, poi si trasferisce a Roma, dove si diploma maestro d’arte nel 1961 successivamente si iscrive all’Accademia di Belle Arti nel 1965 si diploma. I suoi maestri sono: Vasco Bendini, Alberto Ziveri, Luigi Montanarini, Mino Maccari, Afro e Pericle Fazzini. Contemporaneamente lavora “a bottega” nello studio del pittore Eraldo Mori Cristiani.
Appassionato di poesia e teatro nel 1964 è ammesso all'Accademia Nazionale d'Arte Drammatica "Silvio D'Amico" a Roma, dove si diploma nel 1967.
Da allora Simoni coltiva le due arti: pittura e teatro.
La sua lunga carriera d’attore inizia subito dopo il diploma, quando viene chiamato da Luigi Squarzina al Teatro Stabile di Genova.
Nel 1969 per la Rai interpreta Alëša nello sceneggiato I Fratelli Karamazov, regia di Sandro Bolchi. Negli anni successivi recita in altri sceneggiati Televisivi, tra i quali:
Il mulino del Po, Papà Goriot, Leonardo da Vinci, Madame Bovary, Il ritorno di Casanova, Gelosia, Edera. E tante commedie teatrali appositamente prodotte per la diffusione televisiva.
Nel 1974 interpreta il ruolo di Edmund nello spettacolo teatrale Re Lear di Shakespeare, diretto da Giorgio Strehler, spettacolo storico del Piccolo Teatro di Milano. Nello stesso anno interpreta il ruolo del re nello spettacolo La Torre, con la regia di Luca Ronconi. 
Nel 1975 vince a Saint-Vincent il premio I.D.I. (Maschera d’oro come migliore attore teatrale dell’anno). Negli anni a seguire oltre a recitare e dipingere, scrive diversi testi per il teatro: Gli ultimi giorni di Giacomo Leopardi, che mette in scena e ne realizza anche quattro puntate per la Rai, Generi Misti, Killer amore mio e Puccini e il suo canto. Scrive due sceneggiature cinematografiche: Carla-o e Perduti nel peccato, ispirato a La potenza delle tenebre di Lev Tolstoj.
Ha lavorato nei più importanti Teatri Stabili e con i più importanti registi del teatro italiano: 

Giorgio Strehler, Orazio Costa, Franco Enriquez, Aldo Trionfo, Luca Ronconi, Antonio Calenda, Mario Missiroli, Gianfranco de Bosio, Giorgio Presburgher, Gabriele Lavia.
Ricordiamo i titoli di alcuni spettacoli: Re Lear, A Piacer Vostro, La Duchessa di Amalfi, La Torre, Il Pellicano, Ifigenia in Tauride, La cameriera brillante, L'importanza di chiamarsi Ernesto, Le rose del lago, Molto rumore per nulla, California suite, Caro Marcello caro Federico, Memoires e alcuni autori tra i quali Dumas, Wilde, Céchov, Shakespeare, Goldoni, Euripide, Pirandello, Balzac, Ibsen, Strindberg, O'Neill, Testori, Feydeau, Neil Simon, Dario Fo.
Nel 1981 è assieme a Gabriele Lavia ne Il Pellicano di Strindberg per il Teatro Stabile di Trieste. Nel 1986, sempre per il T.S.T. è protagonista de Eroe di scena, fantasma d'amore: Alessandro Moissi, regia di Giorgio Presburgher, regia di Lea Padovani.

Dal 1993 lavora principalmente come primo attore con il Teatro Stabile di Bolzano, assieme a Patrizia Milani e con il regista Marco Bernardi, ma sempre coltivando l'interesse per altre collaborazioni artistiche e produzioni.
Nel 2002 partecipa al fianco di Cesare Cremonini al film Un amore perfetto.
Nel 2005 è protagonista del monologo Il contrabasso di Patrick Suskind, regia di Luisa Baldi, per il Festival di Serravalle dove nel 2007 presenta i Memoires di Carlo Goldoni, nella riduzione scenica di Giorgio Strehler. 
Nel 2010 ha scritto e interpretato Cronaca di una tragedia, Beatrice Cenci: il mito e nel 2011 il Festival di Borgio Verezzi gli affida l'apertura della stagione in co-produzione con lo spettacolo La Marcolfa di Dario Fo, di cui firma anche la regia.
Nell'estate 2016 è in scena con Dieci piccoli indiani di Agatha Christie, regia di Ricard Reguant, spettacolo che sarà riproposto per le due successive stagioni invernali 2016 e 2017.
Nel 2017 è a Fano, sua città natale, con l'adattamento teatrale de La buona novella di Fabrizio De André, nella rielaborazione per solo, strumenti e coro di Lorenzo Donati eseguita dal Coro Polifonico Malatestiano.

## Filmografia

### Cinema
- Requiem per un gringo (Réquiem para el gringo), regia di Eugenio Martín e José Luis Merino (1968)
- La battaglia dell'ultimo panzer, regia di José Luis Merino (1969)
- Decameron nº 3 - Le più belle donne del Boccaccio, regia di Italo Alfaro (1972)
- Una storia importante, regia di Amasi Damiani (1987)
- Overdose - Silenzio si muore, regia di Amasi Damiani (1990)
- Un amore perfetto, regia di Valerio Andrei (2001)

### Televisione
- I fratelli Karamazov, regia di Sandro Bolchi – sceneggiato TV (1969)
- Papà Goriot, regia di Tino Buazzelli – sceneggiato TV (1970)
- Il mulino del Po, regia di Sandro Bolchi – sceneggiato TV (1971)
- La vita di Leonardo da Vinci, regia di Renato Castellani – sceneggiato TV (1971)
- Il bivio, regia di Domenico Campana – sceneggiato TV (1972)
- Il caso Rodriguez – film TV (1972)
- Napoleone a Sant'Elena, regia di Vittorio Cottafavi – sceneggiato TV (1973)
- I ragazzi di padre Tobia – serie TV (1973)
- Albert e l'uomo nero, regia di Dino Bartolo Partesano – sceneggiato TV (1976)
- La villa, regia di Ottavio Spadaro – sceneggiato TV (1977)
- Madame Bovary, regia di Daniele D'Anza – sceneggiato TV (1978)
- Il ritorno di Casanova, regia di Pasquale Festa Campanile – film TV (1980)
- Gelosia, regia di Leonardo Cortese – miniserie TV (1980)
- Adua, regia di Dante Guardamagna – miniserie TV (1981)
- Stefano Franscini – L’autobiografia smarrita, regia di Bruno Soldini (1987)
- ...Se non avessi l'amore, regia di Leandro Castellani – film TV (1991)
- Edera – telenovela italiana (1992)
- Passioni, regia di Fabrizio Costa – telenovela italiana (1993)
- Provincia segreta – serie TV (2000)

## Teatro
- Chi è Claire Lannes? di Marguerite Duras, regia di José Quaglio, con Carlo Hintermann, compagnia Sarah Ferrati (1970-1972)
- Margherite Gautier di Alexandre Dumas (figlio), regia di Aldo Trionfo, con Valeria Moriconi, compagnia dei Quattro (1971-1972)
- Epitaffio e ballata per Salomè, tratto da Salomè di Oscar Wilde, con Valeria Moriconi, regia di Franco Enriquez, compagnia dei Quattro (1971-1972)
- Il gabbiano di Anton Čechov, regia di Fantasio Piccoli, con Alida Valli, Ernesto Calindri (1973)
- Re Lear di William Shakespeare, regia di Giorgio Strehler, con Tino Carraro, Piccolo Teatro di Milano (1974-1975)
- Rose del lago di Franco Brusati, regia di Franco Brusati, compagnia Morelli-Stoppa, Teatro municipale Giuseppe Verdi di Salerno (1975-1976)
- A piacer vostro di William Shakespeare, regia di Antonio Calenda, Teatro Stabile dell'Aquila (1977)
- La duchessa di Amalfi di John Webster, regia di Mario Missiroli, con Anna Maria Guarnieri e Glauco Mauri, Teatro Stabile di Torino (1978)
- Leopardi il galantuomo e il mondo, regia di Renzo Giovanpietro (1979)
- Rose caduche di Giovanni Verga, regia di Luisa Mariani, Festival di Siracusa (1979)
- Il pellicano di August Strindberg, regia di Gabriele Lavia, con Lea Padovani e Paola Pitagora, Teatro Stabile di Trieste (1981)
- La cameriera brillante di Carlo Goldoni, regia di Edmo Fenoglio, con Paola Quattrini, Teatro romano di Verona (1981)
- Bionda fragola di Mino Bellei, regia di Mino Bellei (1982)
- Ifigenia in Tauride di Johann Wolfgang von Goethe, regia di Aldo Trionfo, con Margaret Mazzantini, Teatro Olimpico di Vicenza (1982)
- Il sacrilegio di Italo Alighiero Chiusano, Estate di San Martino (1982)
- Dollfuss: operazione tiro al bersaglio di Gennaro Aceto, regia di Luisa Mariani (1983)
- Un cappello di paglia di Firenze di Eugène Labiche (1983)
- Venezia salvata di Thomas Otway, regia di Gianfranco De Bosio, con Corrado Pani, Margaret Mazzantini, Claudio Gora, Valeria Ciangottini, Teatro Stabile del Veneto di Venezia (1983)
- La ragazza di campagna di Clifford Odets, regia di Orazio Costa, con Carlo Hintermann (1983-1984)
- I capricci di Marianna di Alfred de Musset, regia di Carlo Simoni, con Paola Pitagora, Gino Pernice (1984)
- Gli ultimi giorni di Giacomo Leopardi, ideato e realizzato da Carlo Simoni, con Laura Efrikian e Valeria Ciangottini (1984-1985)
- Eroe di scena, fantasma d'amore: Alessandro Moissi, regia di Giorgio Pressburger, con Lea Padovani, Claudio Gora, Aldo Reggiani, Teatro Stabile di Trieste (1986)
- La Pamela di Carlo Goldoni, regia di Beppe Navello, Teatro Stabile di Torino a Fano (1986)
- Il capanno degli attrezzi di Graham Greene, regia di Sandro Bolchi, con Rodolfo Bianchi, Mario Maranzana, Festival di San Miniato (1987)
- La città morta di Gabriele D'Annunzio, regia di Giuseppe Di Martino, Teatro Ghione di Roma (1987)
- Lungo viaggio verso la notte di Eugene O'Neill, regia di Mario Missiroli, con Anna Proclemer e Gabriele Ferzetti (1988)
- La professione della signora Warren di George Bernard Shaw, regia di Edmo Fenoglio, con Ileana Ghione, Teatro Ghione di Roma (1988, poi ripresa nel 1994)
- Gli ultimi cinque minuti di Aldo De Benedetti, regia di Edmo Fenoglio, con Ileana Ghione e Floretta Mari, Teatro Ghione di Roma (1989-1990)
- La bottega del caffè di Rainer Werner Fassbinder, regia di Renato Giordano, Festival di Taormina (1989-1990)
- Letto matrimoniale, regia di Silverio Blasi, Teatro Ghione di Roma (1989-1990)
- Così è (se vi pare) di Luigi Pirandello, regia di Orazio Costa, Teatro Ghione di Roma (1989-1990)
- La grande strada maestra di August Strindberg, regia di Mario Morini. Festival di San Miniato (1990)
- L'importanza di chiamarsi Ernesto di Oscar Wilde, con Ileana Ghione, regia di Edmo Fenoglio, Teatro Ghione di Roma (1990, poi ripresa nel 1994)
- Molto rumore per nulla di William Shakespeare, regia di Edmo Fenoglio (1991)
- California suite di Neil Simon, regia di Andrea Dosio (1992)
- La calzolaia ammirevole di Federico García Lorca, regia di Nino Mangano, con Valeria Ciangottini, Festival Teatro di Città di Castello (1992)
- La vedova scaltra di Carlo Goldoni, regia di Augusto Zucchi (1992)
- La locandiera di Carlo Goldoni, regia di Marco Bernardi, Teatro Stabile di Bolzano (1993, poi ripresa dal 1994 al 1998)
- Edda Gabler di Henrik Ibsen, regia di Marco Bernardi, Teatro Stabile di Bolzano (1994)
- Ma non è una cosa seria di Luigi Pirandello, regia di Marco Bernardi, Teatro Stabile di Bolzano (1995-1996)
- Il contrabbasso di Patrick Süskind, regia di Marco Bernardi, Teatro Stabile di Bolzano (1995, poi ripresa dal 1996 al 1997)
- Piazza della Vittoria di Roberto Cavosi, regia di Marco Bernardi, Teatro Stabile di Bolzano (1996)
- Medea di Euripide, regia di Marco Bernardi, Teatro Stabile di Bolzano (1996-1998)
- Sarto per signora di Georges Feydeau, Teatro Stabile di Bolzano (1997-1998)
- L'uomo che vide di Joseph Delteil, regia di Krzysztof Zanussi, Festival di San Miniato (1998)
- Coppia aperta quasi spalancata di Dario Fo, regia di Marco Bernardi, Teatro Stabile di Bolzano (1998, poi ripresa dal 1999 al 2003)
- L'Arialda di Giovanni Testori, regia di Marco Bernardi, Teatro Stabile di Bolzano (1999)
- Le allegre comari di Windsor di William Shakespeare, regia di Marco Bernardi, Teatro Stabile di Bolzano (1999-2000)
- Il giardino dei ciliegi di Anton Čechov, regia di Marco Bernardi, Teatro Stabile di Bolzano (2000, poi ripresa dal 2001 al 2002)
- Una giornata particolare di Ettore Scola, regia di Marco Bernardi, Teatro Stabile di Bolzano (2001, poi ripresa dal 2002 al 2004)
- La brigata dei cacciatori di Thomas Bernhard, regia di Marco Bernardi, Teatro Stabile di Bolzano (2002)
- La vedova scaltra di Carlo Goldoni, regia di Marco Bernardi, Teatro Stabile di Bolzano (2004, poi ripresa dal 2005 al 2006)
- La pulce nell'orecchio di Georges Feydeau, regia di Marco Bernardi, Teatro Stabile di Bolzano (2004-2005)
- Enrico IV di William Shakespeare, regia di Marco Bernardi, Teatro Stabile di Bolzano (2005)
- Il contrabbasso di Patrick Süskind, regia di Luisa Baldi, Festival di Serravalle di Vittorio Veneto (2005)
- Caro Marcello, caro Federico, regia di Giuseppe Emiliani, con Antonio Salines, Festival di Serravalle di Vittorio Veneto (2006)
- Danza di morte di August Strindberg, regia di Marco Bernardi, Teatro Stabile di Bolzano (2006)
- Memoires di Carlo Goldoni, riduzione scenica di Giorgio Strehler, elaborazione del testo di Carlo Simoni, Festival di Serravalle di Vittorio Veneto (2007)
- Il teatro comico di Carlo Goldoni, regia di Marco Bernardi, Teatro Stabile di Bolzano (2007-2008)
- Il gabbiano di Anton Čechov, regia di Marco Bernardi (2008, poi ripresa nel 2009)
- L'ultima magia di Giacomo Casanova, veneziano di Fabio Girardello, tratto da Il ritorno di Casanova di Arthur Schnitzler, Festival di Serravalle di Vittorio Veneto (2009)
- La professione della signora Warren di George Bernard Shaw, regia di Marco Bernardi, Teatro Stabile di Bolzano (2009)
- Cronaca di una tragedia. Beatrice Cenci: il mito, regia di Carlo Simoni, Teatro Stabile di Bolzano (2010-2011)
- Il malato immaginario di Molière, regia di Marco Bernardi, Teatro Stabile di Bolzano (2010, poi ripresa nel 2011 e nel 2013)
- Il coraggio di vivere il sogno – Gli anni giovanili di Carlo Goldoni, scritto e diretto da Carlo Simoni (2011)
- La Marcolfa di Dario Fo, regia di Carlo Simoni, Festival di Borgio Verezzi (2011)
- Spettri di Henrik Ibsen, regia di Cristina Pezzoli, Teatro Stabile di Bolzano (2011-2012)
- Le troiane di Euripide, regia di Marco Bernardi, Teatro Stabile di Bolzano (2012)
- La brocca rotta di Heinrich von Kleist, regia di Marco Bernardi, Teatro Stabile di Bolzano (2013)
- La vita che ti diedi di Luigi Pirandello, regia di Marco Bernardi, Teatro Stabile di Bolzano (2014-2015)
- Dieci piccoli indiani di Agatha Christie, regia di Ricard Reguant (2016-2017)
- La buona novella di Fabrizio De André, Teatro della Fortuna di Fano (2017)

## Programmi TV
- Sapere (Programma Nazionale, 1972)
- La pedagogia di Tolstoj (Secondo Programma, 1974)
- Chi? (Rete 1, 1976)
- Lasciamoci così (Rai 2, 1986)
- Il teatro e il mistero (Rai 1, 1987)

## Prosa televisiva
- Il caso fortunato di Sławomir Mrożek, regia di Sergio Genni, trasmesso da TSI (1974)
- Il viaggio del signor Perichon di Eugène Labiche e Edouard Martin, regia di Leonardo Cortese, trasmesso, dal Secondo Programma, il 19 marzo 1976.
- La meteora di Friedrich Dürrenmatt, regia di Vittorio Barino, trasmesso da TSI (1977)
- La torre di Hugo von Hofmannsthal, regia di Luca Ronconi, trasmesso, da Rai 2, il 21 aprile 1979.
- La moglie ideale di Marco Praga, regia di Eros Macchi, trasmesso, da Rai 2, il 23 novembre 1982.

## Prosa radiofonica
- Delitto e castigo di Fëdor Dostoevskij (1972)

## Riconoscimenti
- Premio Idi "Maschera d'oro" come miglior attore dell'anno (1976)
- Premio "Ombra della sera" premio alla carriera “Tommaso Fedra Inghirami” - Volterra (2019)